# Домбе
Домбе (пол. Dąbie)  —  город  в Польше, входит в Великопольское воеводство,  Кольский повят.  Имеет статус городско-сельской гмины. Занимает площадь 8,86 км². Население — 2101 человек (на 2006 год).